# Jerg Bernhart Lachaman
Jerg Bernhart Lachaman († 1524) war ein Glockengießer aus Heilbronn.

## Leben
Jerg (Georg) war ein Sohn des Heilbronner Glockengießers Bernhart Lachaman d. Ä. († 1517). Sein Bruder Bernhart Lachaman d. J. († 1523) war Heilbronner Ratsherr und führte die Werkstatt des Vaters vor dem Heilbronner Brückentor fort, der Bruder Johann Lachmann (1491–1538) wurde Theologe und Reformator der Reichsstadt Heilbronn. Jerg wird urkundlich 1518 als Meister des Kantengießerhandwerks genannt. Nach dem Tod des Bruders Bernhard übernahm Jerg dessen Werkstatt. Eine nicht mit Vornamen signierte Glocke in Baumerlenbach von 1523 kann bereits von ihm stammen, die ebenfalls 1523 datierte Glocke in der evangelischen Kirche St. Remigius in Weil der Stadt-Merklingen trägt die Inschrift OSANNA HEIS ICH, IN UNSER FRAEN ER LEVT ICH IERG BERNHART LACHAMAN GOS MICH. Ende 1523 wird er noch urkundlich erwähnt. 1524 starb er. Die Lachaman-Gießhütte wurde von Jergs Witwe wohl noch kurzzeitig weitergeführt, vielleicht mit der Hilfe des Nürnberger Glockengießers Jörg Mayer. Die letzte bekannte Glocke der Lachaman-Werkstatt ging 1526 nach Talheim. 1531 war Jerg Bernhart Lachamans Witwe mit Hans Neiffer verheiratet.